# Lwówek
Lwówek is een stad in het Poolse woiwodschap Groot-Polen, gelegen in de powiat Nowotomyski. De oppervlakte bedraagt 3,15 km², het inwonertal 2939 (2005).